# Kouhei Takeda
Kouhei Takeda (武田航平) (Tóquio, Japão, 14 de janeiro de 1986), é um ator japonês.

## Filmografia

### Filmes
- Summer Nude - (2002)
- Shudan Satsujin Club - (2004)
- TKO HIPHOP - (2005)
- Goya-champuru - Ken (2006)
- Akanezora - Eitaro (2007)
- Waruboro - (2007)
- Crows ZERO - (2007)
- Kamen Rider Den-O & Kiva: Climax Deka - Otoya Kurenai (2008)
- Kamen Rider Kiva: Makaijou no Ou - Otoya Kurenai (2008)
- Kamen Rider Build Be The One - Sawatari Kazumi/Kamen Rider Grease
- Kamen Rider Hesei Generations Forever - Sawatari Kazumi/Kamen Rider Grease (2018)
- Build New World Kamen Rider Cross-Z - Sawatari Kazumi/Kamen Rider Grease
- Build New World Kamen Rider Grease - Sawatari Kazumi/Kamen Rider Grease

### Televisão
- Otouto - (TV Asahi, 2004)
- Shichinin no Onna Bengoshi - Masato Todo (TV Asahi, 2006)
- My Boss My Hero - Ryusuke Hiratsuke (NTV, 2006)
- Oniyome Nikki 2 - (Fuji TV, 2007)
- Hanazakari no kimitachi e - Kouhei Kitahanada (Fuji TV, 2007)
- Tadashii Oji no Tsukurikata - Hayato Noda (TV Tokyo, 2008)
- Hanazakari no kimitachi e SP - Kouhei Kitahanada (Fuji TV, 2008)

### Tokusatsu
- Kamen Rider Kiva - Otoya Kurenai (TV Asahi, 2008)
- Kamen Rider Decade - Otoya Kurenai (TV Asahi, 2009)
- Kamen Rider Build - Kazumi Sawatari (TV Asahi, 2017)

### Video-Game
- Final Fantasy XII - Vaan (Voz)